# Quirine Lemoineová
Quirine Lemoineová (* 25. prosince 1991 Woerden, Utrecht) je nizozemská profesionální tenistka hrající levou rukou. Ve své dosavadní kariéře na okruhu WTA Tour vyhrála jeden deblový turnaj. V rámci okruhu ITF získala do října 2017 patnáct titulů ve dvouhře a sedmnáct ve čtyřhře.
Na žebříčku WTA byla ve dvouhře nejvýše klasifikována v červenci 2017 na 137. místě a ve čtyřhře pak v srpnu téhož roku na 116. místě.
V nizozemském fedcupovém týmu neodehrála do roku 2018 žádné utkání.

## Tenisová kariéra
V rámci hlavních soutěží událostí okruhu ITF debutovala v červnu 2007, když na turnaji v nizozemské Bredě s dotací 10 tisíc dolarů nastoupila s krajankou Anne Luijpenovou do čtyřhry, aby skončily ve čtvrtfinále. Dvouhru si poprvé zahrála o rok později v červnu 2008 na alkmaarské události, z níž ji v první fázi vyřadila Němka Anna-Lena Grönefeldová. Premiérový singlový titul v této úrovni tenisu vybojovala v dubnu 2011 na antalyjském turnaji s rozpočtem deset tisíc dolarů. V závěrečném duelu přehrála Bulharku Isabellu Šinikovovou.
V singlu i deblu okruhu WTA Tour debutovala na červencovém Brasil Tennis Cup 2015 ve Florianópolisu. Po postupu z kvalifikace v úvodním kole dvouhry nestačila na Češku Terezu Martincovou po nezvládnutých koncovkách. Do soutěže čtyřhry zasáhla v páru se Švédkou Susanne Celikovou, aby dohrály také v první fázi.
Premiérový titul na okruhu WTA Tour vybojovala na antukovém Swedish Open 2017 v Bastadu, když ve finále deblové soutěže s krajankou Arantxou Rusovou zdolaly argentinsko-české turnajové čtyřky Maríi Irigoyenovou s Barborou Krejčíkovou až v rozhodujícím supertiebreaku. V pozápasovém rozhovoru na dvorci uvedla, že se obě vítězky znají a hrají spolu již od deseti let.
Debut v hlavní soutěži nejvyšší grandslamové kategorie zaznamenala v ženském singlu French Open 2017 po zvládnuté tříkolové kvalifikaci. V ní na její raketě postupně vypadly Makedonka Lina Gjorcheská, šestá nasazená Tchajwanka Čang Kchaj-čen a deblová partnerka Arantxa Rusová. V úvodním kole dvouhry pak nenašla recept na Američanku CiCi Bellisovou po třísetovém průběhu.

## Finále na okruhu WTA Tour
| Legenda                           |
| --------------------------------- |
| D – dvouhra; Č – čtyřhra          |
| Grand Slam (0)                    |
| WTA Tour Championships (0)        |
| Premier Mandatory & Premier 5 (0) |
| Premier (0)                       |
| International (0–1 Č)             |

### Čtyřhra: 1 (0–1)
| Stav    | č. | datum             | turnaj          | povrch | spoluhráčka    | soupeřky ve finále                   | výsledek         |
| ------- | -- | ----------------- | --------------- | ------ | -------------- | ------------------------------------ | ---------------- |
| Vítězka | 1. | 29. července 2017 | Båstad, Švédsko | antuka | Arantxa Rusová | María Irigoyenová Barbora Krejčíková | 3–6, 6–3, [10–8] |

## Finále na okruhu ITF
| Dotace turnajů okruhu ITF | Dotace turnajů okruhu ITF |
| ------------------------- | ------------------------- |
| 100 000 $ tournaments     | 80 000 $ tournaments      |
| 75 000 $ tournaments      | 60 000 $ tournaments      |
| 50 000 $ tournaments      | 25 000 $ tournaments      |
| 15 000 $ tournaments      | 10 000 $ tournaments      |

### Dvouhra: 18 (15–3)
| Stav       | č.  | datum              | turnaj                        | povrch      | soupeřka ve finále            | výsledek      |
| ---------- | --- | ------------------ | ----------------------------- | ----------- | ----------------------------- | ------------- |
| Vítězka    | 1.  | 4. dubna 2011      | Antalya, Turecko              | tvrdý       | Isabella Šinikovová           | 6–4, 6–2      |
| Finalistka | 1.  | 31. října 2011     | Stockholm, Švédsko            | tvrdý       | Antonia Lottnerová            | 6–4, 4–6, 5–7 |
| Vítězka    | 2.  | 20. února 2012     | Helsingborg, Švédsko          | koberec (h) | Eva Hrdinová                  | 6–4, 6–4      |
| Vítězka    | 3.  | 30. dubna 2012     | Edinburgh, Spojené království | antuka      | Elixane Lechemiová            | 6–1, 6–0      |
| Vítězka    | 4.  | 14. května 2012    | Istanbul, Turecko             | antuka      | Ani Amiraghjanová             | 6–2, 7–6(7–5) |
| Vítězka    | 5.  | 5. dubna 2014      | Manáma, Bahrajn               | tvrdý       | Fatma Al-Nabhaniová           | 4–6, 6–1, 6–2 |
| Vítězka    | 6.  | 15. června 2014    | Amstelveen, Nizozemsko        | antuka      | Bernarda Peraová              | 2–6, 6–4, 6–2 |
| Vítězka    | 7.  | 19. července 2014  | Knokke, Belgie                | tvrdý       | Kelly Versteegová             | 6–1, 6–0      |
| Vítězka    | 8.  | 2. července 2014   | Maaseik, Belgie               | antuka      | Bernice van de Veldeová       | 6–1, 6–3      |
| Vítězka    | 9.  | 31. srpna 2014     | Rotterdam, Nizozemsko         | antuka      | Olga Sáezová Larrová          | 6–3, 3–6, 6–2 |
| Vítězka    | 10. | 4. července 2015   | Zeeland, Nizozemsko           | tvrdý       | Arantxa Rusová                | 6-1 6-2       |
| Vítězka    | 11. | 26. června 2016    | Nieuwpoort, Belgie            | antuka      | Margot Yerolymosová           | 6–4, 6–3      |
| Vítězka    | 12. | 3. července 2016   | Middelburg, Nizozemsko        | antuka      | Valentini Grammatikopoulouová | 6–2, 7–5      |
| Vítězka    | 13. | 24. září 2016      | Podgorica, Černá Hora         | antuka      | Paula Ormaecheaová            | 7–5, 6–1      |
| Vítězka    | 14. | 20. listopadu 2016 | Zawada, Poland                | koberec (h) | Laura Schaederová             | 3–6, 6–4, 7–5 |
| Finalistka | 2.  | 27. listopadu 2016 | Valencie, Španělsko           | antuka      | Jasmine Paoliniová            | 1–6, 6–2, 4–6 |
| Finalistka | 3.  | 19. února 2017     | Altenkirchen, Německo         | koberec (h) | Bibiane Schoofsová            | 5–7, 5–7      |
| Vítězka    | 15. | 24. června 2017    | Ystad, Švédsko                | antuka      | Melanie Stokkeová             | 1–6, 6–4, 6–3 |

### Čtyřhra (17 titulů)
| č.  | datum             | turnaj                          | povrch      | spoluhráčka                   | poražené finalistky                               | výsledek                |
| --- | ----------------- | ------------------------------- | ----------- | ----------------------------- | ------------------------------------------------- | ----------------------- |
| 1.  | 27. července 2009 | Bree, Belgie                    | antuka      | Kiki Bertensová               | An-Sophie Mestachová Demi Schuursová              | 6–1, 6–0                |
| 2.  | 24. srpna 2009    | Enschede, Nizozemsko            | antuka      | Sabine van der Sarová         | Danielle Harmsenová Kim Kilsdonková               | 6–2, 4–6, [10–8]        |
| 3.  | 16. srpna 2010    | Westende, Belgie                | tvrdý       | Demi Schuursová               | Irina Chromačovová Alison Van Uytvancková         | 3–6, 6–4, 6–4           |
| 4.  | 16. srpna 2010    | Middelburg, Nizozemsko          | antuka      | Sabine van der Sarová         | Angelique van der Meetová Bernice van de Veldeová | 6–1, 6–0                |
| 5.  | 27. června 2011   | Middelburg, Nizozemsko          | antuka      | Maryna Zanevská               | Julia Cohenová Florencia Molinerová               | 6–3, 6–4                |
| 6.  | 24. října 2011    | Stockholm, Švédsko              | tvrdý       | Lisanne van Rietová           | Eleanor Deanová Antonia Lottnerová                | 7–5, 6–1                |
| 7.  | 16. ledna 2012    | Sutton, Spojené království      | tvrdý (h)   | Amy Bowtellová                | Elixane Lechemiová Irina Ramialisonová            | 7–6, 6–3                |
| 8.  | 20. února 2012    | Helsingborg, Švédsko            | koberec (h) | Amy Bowtellová                | Mathilda Hamlinová Valeria Osadchenková           | 6–3, 6–4                |
| 9.  | 16. září 2013     | Pula, Itálie                    | antuka      | Gabriela van de Graafová      | Agata Barańská Pia Konigová                       | 6–4, 6-7(10–12), [10–3] |
| 10. | 21. října 2013    | Antalya, Turecko                | antuka      | Gabriela van de Graafová      | Marie Benoîtová Kimberly Zimmermannová            | 6-3, 0-6, [10-7]        |
| 11. | 29. června 2015   | Zeeland, Nizozemsko             | antuka      | Lesley Kerkhoveová            | Conny Perrinová Aljona Sotnikovová                | 6–2, 3–6, [10–3]        |
| 12. | 17. srpna 2015    | Wanfercée-Baulet, Belgie        | antuka      | Eva Wacannová                 | Elyne Boeykensová Alexandrina Najdenovová         | 2–6, 6–2, [10–6]        |
| 13. | 7. září 2015      | Alphen aan den Rijn, Nizozemsko | antuka      | Eva Wacannová                 | Lesley Kerkhoveová Arantxa Rusová                 | 3–6, 6–4, [10–7]        |
| 14. | 14. března 2016   | Orlando, Spojené státy          | antuka      | Ulrikke Eikeriová             | Ema Burgićová Bucková Dia Jevtimovová             | 6–1, 6–3                |
| 15. | 27. června 2016   | Middelburg, Nizozemsko          | antuka      | Eva Wacannová                 | Valentini Grammatikopoulouová Julia Wachaczyková  | 6–3, 7–5                |
| 16. | 5. září 2016      | Sofie, Bulharsko                | antuka      | Valentini Grammatikopoulouová | Lina Gjorcheská Viktorija Tomovová                | 6–4, 4–6, [10–6]        |
| 17. | 24. září 2016     | Podgorica, Černá Hora           | antuka      | Anita Husarićová              | Ivana Jorovićová Xenia Knollová                   | 3–6, 6–4, [10–4]        |